# Laura Robben
Laura Robben (Amsterdam, 14 april 1962) is een Nederlandse handbalster. Ze behoort tot de bekendste handballers die Nederland heeft voortgebracht. Driemaal werd ze verkozen tot beste handbalster van het jaar. Ze is record international van het Nederlands team. Ze speelde tussen de 305 en 320 interlands (het exacte aantal is niet bekend). Ook behaalde ze tien landstitels in de Nederlandse competitie. Haar eerste interland speelde ze in 1982 en haar laatste interland bij het EK 1998. Tweemaal toonde het buitenland belangstelling voor haar. Noorwegen ging niet door omdat ze geblesseerd raakte en de aanbieding van een club op de Canarische Eilanden stuitte af vanwege financiële redenen. Ze is opgenomen in het boek "De Top 500 - de beste Nederlandse Sporters van de eeuw".
In 2002 beëindigde ze op 40-jarige leeftijd haar topsportcarrière. Haar afscheid vond plaats in de sporthal Bindelwijk te Ouderkerk aan de Amstel, de thuishaven van de vereniging NEA waar ze als laatste speelde. Later kwam ze terug in de handbalwereld als trainster van NEA.

## Onderscheidingen
- Lid van Verdienste van het NHV: 1999[4]